# NGC 1203
NGC 1203 è una coppia di lontane galassie ellittiche situata nella costellazione dell'Eridano, a una distanza di circa 441 milioni di anni luce dalla nostra Via Lattea.

## Scoperta
La galassia è stata scoperta il 1 gennaio 1886 dall'astronomo statunitense Francis Leavenworth.

## Descrizione
La designazione NGC 1203 si riferisce alla coppia di galassie costituita da PGC 11603 (NGC 1203A) e da PGC 11599 (NGC 1203B). 
PGC 11603 viene designata NGC 1203A sul database NASA/IPAC. Le informazioni riportate sul portale si riferiscono a questo oggetto celeste, in quanto non ci sono dati relativi al secondo membro della coppia di galassie.